# فروة الرأس
فروة الرأس (بالإنجليزية: scalp)‏ هي الجزء من الرأس الّذي يمتد من القوسين الحاجبيّتين في الأمام حتى الناشزة القذالية الخارجية والخطّين القفويّين العلويّين في الخلف. ويستمر وحشيًا نحو الأسفل وصولًا إلى القوس الوجنية.

## طبقات فروة الرأس
تظهر دراسة طبقات الفروة أن الطبقات الثلاث الأولى تتماسك بشدةٍ مع بعضها، مشكّلة وحدة مفردةً. يشار إلى هذه الوحدة أحيانًا بالفروة المخصوصة، وهي النسيج الّذي يتمزق أثناء إصابات «انقلاع الفروة» الخطيرة. تتكون فروة الرأس من خمسِ طبقات يمكن استذكارها باستذكار الاسم الإنكليزي (SCALP) حيث إن كل طبقة تبدأ بحرف من حروف الكلمة:
- الطبقة الأولى (S): الجلد (بالإنجليزية: Skin)‏
- الطبقة الثانية (C): نسيج ضام (بالإنجليزية: Connective tissue)‏
- الطبقة الثالثة (A): السفاق أو الخوذة السفاقية (بالإنجليزية: aponeurosis)‏
- الطبقة الرابعة (L): نسيج ضام رخو (بالإنجليزية: Loose connective tissue)‏
- الطبقة الخامسة (P): السمحاق (بالإنجليزية: Periosteum)‏